# Efé
Efé är ett pygmefolk. De tillhör den östra gruppen av pygméfolken tillsammans med bland annat mbuti. Folkgruppen omfattar cirka 6 000 individer och de lever i Ituriregnskogen i Kongo-Kinshasa. Efé talar ett sudanesiskt språk besläktat med grannfolken lese och bakas, vilka härrör ur språkfamiljen adamawa-oubanguian.